# Erstes Eisenbahnpaket
Das Erste Eisenbahnpaket umfasst die im Februar 2001 verabschiedeten EG-Richtlinien 2001/12/EG, 2001/13/EG und 2001/14/EG. Mit deren Bestimmungen soll im europäischen Eisenbahnrecht der diskriminierungsfreie Zugang zur Eisenbahninfrastruktur sichergestellt werden.
Um dies zu ermöglichen, werden in der Richtlinie 2001/13/EG Anforderungen hinsichtlich der Zuverlässigkeit, der finanziellen Leistungsfähigkeit und der fachlichen Eignung von Eisenbahnunternehmen definiert, damit Kunden und Dritte geschützt und die Verkehrsleistungen unter Wahrung eines hohen Sicherheitsstandards erbracht werden. Mit der Richtlinie 2001/14/EG werden Anforderungen an die Transparenz für den Zugang zu den Eisenbahnfahrwegen für alle Eisenbahnunternehmen und zudem ein transeuropäisches Schienengüterverkehrsnetz definiert.
Hintergrund des Pakets war, einen regulatorischen Beitrag zu mehreren politischen Projekten auf europäischer Ebene zu leisten, insbesondere die Verwirklichung des Europäischen Binnenmarkts auch im Eisenbahnsektor und der Transeuropäischen Netze, die im EU-Weißbuch „Eine Strategie zur Revitalisierung der Eisenbahn in der Gemeinschaft“ festgeschrieben wurden. Zum ersten Mal wurde auch im Bereich der Eisenbahnen der „Paketansatz“ gewählt, im Zuge dessen mehrere Richtlinien zugleich in den Gesetzgebungsprozess geschleust wurden und gemeinsam debattiert und beschlossen wurden.
Das Erste Eisenbahnpaket erfuhr im Lauf der Zeit mehrere Erweiterungen (durch das Zweite und das Dritte Eisenbahnpaket). Das von der EU-Kommission im Januar 2013 auf den Weg geschickte Vierte Eisenbahnpaket ist eine neuerliche Veränderung mehrerer Richtlinien und Verordnungen, die über die Kontexte der bisherigen Eisenbahnpakete hinausgehen.
Trotzdem bleibt das „Erste Eisenbahnpaket“ die größte Veränderung im Eisenbahnwesen der Europäischen Union und enthält folgende zentrale Punkte:
- Die Geschäftsführung der Eisenbahnunternehmen hat von staatlichen Behörden unabhängig zu sein (Art. 4 Richtlinie 91/440). Diese Maßnahme zielte darauf, alle bisher in die staatliche Hoheitsverwaltung eingegliederte Eisenbahnen juristisch zu trennen und aus ihnen Unternehmen mit eigenen Rechnungskreisen zu machen.
- Die Eisenbahnunternehmen sind (ausgenommen kleinere und Inselbetriebe) in Infrastruktur und Betrieb zu trennen, und zwar durch transparente Buchführung. Diese Maßnahme zielte darauf ab, die indirekte Unterstützung von Eisenbahnverkehrsleistern durch Eisenbahninfrastrukturleister zu verhindern. Diese Maßnahme war und ist schwer umstritten: Die EU-Kommission betreibt eine vollständige unternehmensrechtliche Trennung von Infrastruktur und Betrieb, während große Mitgliedsländer (u. a. Deutschland) gegen die Auflösung ihrer Holdingstrukturen arbeiteten. Die EU-Kommission versuchte mehrmals, durch Vertragsverletzungsverfahren und sogar im recast (Richtlinie 2012/34), diese Trennung zu verschärfen.
- Die Mitgliedsstaaten erhalten die Möglichkeit, ihre unabhängig gestellten Eisenbahnunternehmen einmal von Altschulden finanziell zu entlasten. Diese Maßnahme diente dazu, „reinen Tisch“ zu machen bei staatlichen Bahnunternehmen, die weitgehend der Container für Schulden vergangener Bahninfrastrukturbauten waren. Die meisten Länder setzten diesen Schritt relativ radikal um (u. a. Deutschland und Frankreich), andere unvollständig (z. B. Österreich), um ihren Maastricht-Schuldenstand nicht ausufern zu lassen.
- Allen Bahnunternehmen der Gemeinschaft ist der freie und diskriminierungsfreie Zugang zur Bahninfrastruktur zu gewähren. Diese Maßnahme zielte darauf ab, das existierende Kooperationsregime staatlicher Bahnen aufzulösen und Wettbewerb „auf der Schiene“ zuzulassen. In Folge entwickelten sich einige hundert kleine private europäische Bahnen, die im Wettbewerb gegen die staatlichen Bahnen Marktanteile gewinnen konnten. Die größte Ausweitung des Wettbewerbs entstand jedoch durch den Wettbewerb großer staatlicher Bahnen gegeneinander, die direkt oder über Tochtergesellschaften (viele davon durch Zukäufe erworben) international aktiv wurden.

Rechtlich ist das „Erste Eisenbahnpaket“ ein Richtlinienpaket, das zum Großteil bestehende Richtlinien im Eisenbahnsektor abändert. Deswegen trugen die konsolidierten Rechtsakte (bis zum „recast“ 2013) noch jahrelang ihre ursprünglichen Nummern (Richtlinie 91/440/EWG u. a.) bis zum sogenannten „recast“, der Neuveröffentlichung des bisher kodifizierten Rechts in der Richtlinie am 21. November 2012.
Diesen „recast“ hatte die Europäische Kommission in Hinblick unter anderem auf die schleppende Umsetzung der Marktöffnung und die weiter bestehende Verflechtung nationaler Infrastruktur- und Eisenbahnverkehrsunternehmen gefordert. In einer Mitteilung vom 17. September 2010 forderte sie eine Novellierung des Pakets. Dazu legte sie einen Vorschlag für eine Richtlinie zur Schaffung eines einheitlichen Europäischen Eisenbahnraumes (KOM(2010) 475) vor. Hintergrund sind die gegen insgesamt 13 Mitgliedsstaaten der Union geführten Vertragsverletzungsverfahren wegen mangelhafter Umsetzung des ersten Eisenbahnpakets. Nach zum Teil kontroversen Verhandlungen zwischen Europäischem Parlament und Rat der Europäischen Union wurde am 21. November 2012 die Richtlinie 2012/34/EU zur Schaffung eines einheitlichen Europäischen Eisenbahnraums erlassen.